# Sokîrînți, Cemerivți
Sokîrînți (în ucraineană Сокиринці) este localitatea de reședință a comunei Sokîrînți din raionul Cemerivți, regiunea Hmelnîțkîi, Ucraina.

## Demografie
Componența lingvistică a localității Sokîrînți
     Ucraineană (99,34%)
     Alte limbi (0,66%)
Conform recensământului din 2001, majoritatea populației localității Sokîrînți era vorbitoare de ucraineană (99,34%), existând în minoritate și vorbitori de alte limbi.